# Dioscorea composita
La Dioscorea composita es un tubérculo de la especie dioscorea originaria de México.    

## Propiedades
Es notable por su papel en la producción de diosgenina, que es un precursor para la síntesis de hormonas tales como progesterona. Russell Marker desarrolló la extracción y la producción de hormonas de Dioscorea mexicana en Laboratorios Syntex SA, a partir del comercio de D. composita en México. Marker también descubrió que la variedad composita tenía un contenido mucho más alto de diosgenina que la variedad mexicana, y por lo tanto se trataba de sustituir a éste en la producción de hormonas sintéticas.

## Usos
El uso más popular que se le da a esta especie es en el tratamiento de las reumas o "dolor de cuerpo" en los estados costeños de Oaxaca, Veracruz y en el centro del estado de Puebla. Con este propósito, se machaca el tallo o tubérculo y se macera en alcohol, la pasta que resulta se frota sobre la parte doliente.
Historia
En el siglo XX, Maximino Martínez la señala como antiartrálgico, antirreumático y contra la ciática.
Principios activos
El tubérculo de D. composita contiene las sapogeninas esteroidales, dioscín, diosgenín (también presente en hojas, tallos y raíz), un glicósido de este compuesto y trillín; el bencenoide batatasín II, y el compuesto policíclico batatasín I. En las hojas y tallos se han detectado los esteroles colesterol, estigmasterol y beta-sitosterol.

## Taxonomía
Dioscorea composita fue descrita por William Botting Hemsley y publicado en Biologia Centrali-Americana; . . . Botany 3(17): 354–355. 1884.
Sinonimia
- Dioscorea tepinapensis Uline ex R.Knuth
- Dioscorea tepinapensis var. aggregata Uline ex R.Knuth	[6]